# 田中美津
田中 美津（たなか みつ、1943年5月24日 - 2024年8月7日）は、日本の女性解放運動家、鍼灸師、フェミニスト。1970年代のウーマン・リブ運動の代表的な人物の一人である。

## 経歴
1943年、東京都文京区本郷吉祥寺前の魚屋「魚菊」の三女（五人兄弟の四番目）として生まれる。仮死状態で生まれ、百日咳でよく学校を休む虚弱児だった。尋常高等小学校出の学歴のない両親のもと、世の中の価値観や権威を押し付けられることなく育った。
一方、小学校2年生のとき、家業の従業員にチャイルド・セクシャル・アビューズ（幼児への性的虐待）を受けた。このことにより、「女性差別」と「虚弱なからだ」は生涯のテーマとなっていく。実家は中学2年生くらいの時期に割烹料理店に商売替えをしており、家運は上向きとなっている。
高校卒業後コピーライターの養成所に通ったのち、宣伝会社に就職したが9か月で社内不倫により退社。実家が営む料理店で家事手伝いをする。大学には進学していない。自分の生き方を探す中で、22歳から24歳にかけて自分を生かすためにお見合いを2回しているが、自分から断っている。近所に住むベトナム青年がカンパを取りにきたのをきっかけに、ベトナム戦災孤児の救援活動に参加、それが反戦活動「反戦あかんべ」という市民グループ結成につながっていく。また、東京大学の赤門付近に居住していたことにより、カルチェ・ラタン闘争や各種市民運動に参加した。その後、山谷の運動や秋葉原で働く労働者の解雇撤回闘争などに関わっていく。
安田講堂にこもった赤軍派の若者に宿として提供。本郷三丁目の自宅がアジト化し、革命を叫ぶ男たちを観察する中で失望し、女性解放に目覚める。ヴィルヘルム・ライヒ『性と文化の革命』を読み感銘を受ける。
1970年8月、「女性解放連絡会準備会」を設立。同年10月4日、朝日新聞都内版は、各地で女性解放のためのグループがつくられていると報じ、運動の原語の「Women's liberation movement」を「ウーマン・リブ」と名付け、見出しに掲げた。田中は記事の中で「女性解放連絡会準備会」の呼びかけ人として紹介された。
同年10月21日の国際反戦デーに女性だけによるデモが行われ、田中らは「便所からの解放」という手書きのビラをまいた。日本でウーマンリブが社会的注目を浴びたのはこの日のデモが最初だといわれる。田中はウーマンリブ運動の先駆者となった。このとき田中は、チラシ配布時の女性たちの反応に、「時代を掴んだっ！」と思ったという。加納実紀代は「リブにはさまざまな流れがあり、それがリブの豊かさとエネルギーを生んでいる」としながらも「リブ＝田中美津さんの感がつよい」「田中美津なくして日本のリブは語れない」と述べている。
1971年8月21日～24日、長野・信濃平スキー宿ヒュッテ鈴荘にて第1回リブ合宿が、田中をリーダーとする「ぐるーぷ闘うおんな」や思想集団「エス・イー・エックス」などのリブ合宿実行委員会の呼びかけにより開催された。10代から40代までの子連れを含む約300人が全国から集まった。
1972年9月、「ぐるーぷ闘うおんな」のリーダーとして、東京代々木のマンション内にウーマンリブ運動の一拠点として「リブ新宿センター」を設立。「エス・イー・エックス」「闘う女性同盟」「緋文字」「東京こむうぬ」の4グループ（総勢約20名）とともに運営された。メンバーの中で田中は最年長で、運動を楽しくするために様々なアイディアを発想、実施した。同センターは女性の駆け込み寺として、また中絶や避妊また法律などの相談センターとしても機能したほか、様々な講座開催や抗議運動など多彩な活動を展開し、1977年7月に閉所している。この活動資金となった「リブニュース」（1972年10月1日創刊、18回発行）に田中は多くの文章を発表した。
1975年、一連のリブ運動に疲れ果て休養を兼ねて国際婦人年世界会議出席のためにメキシコに渡り、4年半（4年3か月？）現地で暮らす。その間、メキシコ人との間に未婚で息子を出産。手に職をつけることを考え、鍼灸学校に入学するために帰国。親から入学金を借り、区の女性福祉資金から学費を借り、生活保護を受けながら3年間通学。1982年、鍼灸学校卒業と同時に新宿御苑前の駅前で開業。後は鍼灸師として活動している。
2019年7月、ドキュメンタリー映画『この星は、私の星じゃない』（吉峯美和監督、90分、共同製作・配給：パンドラ）が完成。
2024年8月、多臓器不全により死去。81歳没。

## 発言と思想

### 分断された女性
幼い時に受けたチャイルド・セクシャル・アビューズ（幼児への性的虐待）により、「私はダメだ、穢れてる」「私って邪悪な存在なんだ」と思い込み、「邪悪な私でも生きてていいんだと思えるような生き方をみつけよう」ともがき続ける。その中で、泣いているベトナムの子供に自分の姿を見て、自己救済としてのベトナム救援活動を始めている。が、ヴィルヘルム・ライヒの『性と文化の革命』に感銘を受け、「性に対して否定的な考え方を持ってると、権威をありがたがって、自分の欲望を恐れる、のびやかさのない人間になる。管理されやすい人たちばっかりの世の中ができてしまうんだよ」と思い、心に光がさす。それが田中の一番有名なビラ「便所からの解放」につながっていく。
ここで田中は、「女が女として生きる」ことができない、女を分断する男性社会を告発している。
しかし田中は、「女だけが抑圧されている」といった被害者意識であるわけではない。男性も同様の抑圧の中にあるとしている。（2015年子宮筋腫・内膜症体験者の会）
一方で「中絶の自由」とともに「生める社会を!生みたい社会を!」と訴える（2017年11月15日講演）とともに、女性側も自ら＜川へ行ってしまう自分＞（＝「おじいさんは山へ芝刈りにおばあさんは川へ洗濯へ」を社会的役割の強制の例えとしている）も変えていかないといけないとしている。

### 〇でありかつ×である
日本のウーマン・リブがもつ軽やかさしなやかさは田中だけによるものではないが、田中には、建て前（例えば社会正義）と本音（自分の欲望）の両方を矛盾をも取り込み逃げない思考（田中が言う「取り乱し」）がある。
「いやな男なんかに、もちろんお尻触られたくない。でも好きな男が触りたいと思うお尻は欲しい。これが「ここにいる女」というものだ」という田中から繰り返されるフレーズは、同じように「絶対的に悪いだけのものとか、良いだけのものとかは極めて少ないのではないか」（2014年6月21日たんぽぽ総会記念講演）「化粧が媚なら、素顔も媚だ、イヤリングしながら戦って何が悪い」「男からはかわいいと思われたい部分があるし、職場なんかでは女としてかわいいかどうかで云々されたくないしサ」のように、「〇か×か」ではない「〇でありかつ×」という考え方が見える。

### 言葉と学歴
「大学に行っても、私が欲しているものは手に入らないような気がして」。と、大学には進学していない。運動をする中で、大学を経た女性に接し、大学に行くことにより男と同じ言葉や理論で思考・行動することで男並みになろうとする方向に行ってしまいやすいこと、結果として女としての言葉を取り戻すのにかえって苦労していると彼女たちをとらえた。そして、「自分のぐるりのことから考える」というフレーズを繰り返し、自分の言葉で語ることを強調している。上野千鶴子は、田中の独特な言葉の使い方に「他人を乗せる力がある」と評している。

### こころとからだ
鍼灸師である田中は、人は幸せになるために生きているとし、小さな生き物としてただ生きていることの大切さを訴える。自分を肯定し、今を生き、からだを冷やさずに、幸せそうな顔をして、自分以上のもの以外のものになろうとしない、溜ったものは出す、といった健康法を説く講演会を多数行っている。

## 著書

### 単著
- 『いのちの女たちへ　とり乱しウーマン・リブ論』（田畑書店、1972年）（パンドラより新装版2001年、新装改訂版2010年、新版2016年）
- 『何処にいようと、りぶりあん』（社会評論社、1983年、インパクト出版会、2025年）
- 『自分で治す冷え性』（マガジンハウス、1995年）
- 『いのちのイメージトレーニング』（筑摩書房、1996年、のち新潮文庫、2004年）
- 『ぼーっとしようよ養生法　心のツボ、からだのツボに…』（毎日新聞出版、1997年、三笠書房、2003年）
- 『かけがえのない、大したことのない私』（インパクト出版会、2005年）
- 『新・自分で治す「冷え症」』（マガジンハウス文庫、2008年）
- 『この星は、私の星じゃない』（岩波書店、2019年）
- 『明日は生きてないかもしれない……という自由』（インパクト出版会、2019年）

### 共著
- 『美津と千鶴子のこんとんとんからり』（木犀社、1987年、上野千鶴子との共著）